# 圆斑星鲽
圆斑星鲽（学名：Verasper variegatus）为輻鰭魚綱鰈形目鰈亞目鲽科星鲽属的鱼类，俗名星鲽、花片。分布于北达朝鲜及日本中部以及福建厦门等到河北、辽宁等海区、在黄渤海较习见等，属于太平洋西北冷温性底层海鱼，體長可達60公分，棲息在沙泥底質底層水域，生活習性不明，可作為食用魚。该物种的模式产地在日本长崎。